# The Trundle
The Trundle es un castro de la Edad del Hierro en la Colina de St Roche a unos 6 km al norte de Chichester, Sussex Occidental, Inglaterra, construido en un recinto con fosos, una forma de terraplén del Neolítico temprano que se encuentra en el Noroeste de Europa. Los recintos de fosos interrumpidos se construyeron en Inglaterra desde poco antes del 3700 AC hasta alrededor del 3300 AC; se caracterizan por un cierre total o parcial de un área con zanjas que son interrumpidas por brechas o calzadas. Su propósito no se conoce, pueden haber sido asentamientos, lugares de reunión o sitios rituales. Los castros fueron construidos antes del 1000 AC en la Edad del Bronce Tardía y se siguieron construyendo a través de la Edad del Hierro hasta poco antes de la ocupación Romana. Alrededor de final del siglo XIV se construyó una capilla dedicada a St Roche que quedó en ruinas en 1570. Posteriormente se construyó un molino de viento y un faro en la colina. El sitio se usó ocasionalmente como lugar de reunión en el período postmedieval.
El castro es aún un gran terraplén, pero el lugar Neolítico era desconocido hasta 1925 cuando el arqueólogo O.G.S. Crawford obtuvo una fotografía aérea del Trundle, que mostraban claramente estructuras adicionales dentro de las murallas del castro. Los recintos de fosos interrumpidos empezaban a ser conocidos por los arqueólogos en ese momento, sólo se conocían cinco en 1930 y la fotografía persuadió al arqueólogo E. Cecil Curwen a excavar el sitio en 1928 y 1930. Estas primeras excavaciones establecieron una fecha de construcción de entre 500 AC a 100 AC para el castro y probó la existencia del sitio Neolítico. En 2011, el proyecto Gathering Time publicó un análisis de fechas por radiocarbono de al menos cuarenta recintos de fosos interrumpidos Británicos incluyendo algo sobre el Trundle. La conclusión fue que la parte del Neolítico fue construida probablemente no antes de la mitad del cuarto milenio AC. Una revisión del sitio en 1995 por Alastair Oswald señaló la presencia de quince posibles casas de la Edad del Hierro dentro de las murallas del castro.

## Antecedentes
El sitio arqueológico The Trundle incluye un recinto de fosos interrumpidos y un castro de la Edad del Hierro. Los recintos de fosos interrumpidos fueron una forma de terraplenes construidos en el noroeste de Europa, incluyendo el sur de las islas británicas, en el Neolítico temprano. Los recintos de fosos interrumpidos son áreas que están parcialmente cerradas por zanjas interrumpidas por brechas o zonas de terreno no excavado, con frecuencia con terraplenes y empalizadas combinadas. El uso que se les dio a estos recintos fue durante mucho tiempo un tema de debate. Los recintos de fosos interrumpidos son difíciles de explicar en términos militares puesto que tienen múltiples maneras de que los atacantes puedan pasar a través de las zanjas adentro del campamento, aunque se sugirió que pudieran ser puertas controladas para que los defensores salieran y pudieran atacar a los sitiadores. La evidencia de ataques en algunos sitios apoyan la idea de que los recintos eran asentamientos fortificados. Es posible que hayan sido lugares de reunión estacionales, usados para el comercio de ganado u otros bienes como cerámica. También hay evidencia de que tenían un rol en los ritos funerarios: materiales como comida, cerámica y restos humanos fueron depositados deliberadamente en las zanjas. La construcción de un recinto tomaba muy poco tiempo, lo que implica una organización significativa ya que debería requerir un sustancioso trabajo, para limpiar la tierra, preparar los árboles para usarse como postes o empalizadas y cavar las zanjas.
Se conocen como setenta recintos de fosos interrumpidos en las islas británicas y son uno de los tipos más comunes de un sitio del Neolítico temprano en el oeste de Europa. en total se conocen alrededor de unos mil. Empiezan a aparecer en diferentes momentos de distintas partes de Europa: el rango de fechas va desde antes del 4000 AC en el norte de Francia hasta poco antes del 3000 AC en el norte de Alemania, Dinamarca y Polonia. Los recintos en el sur de Bretaña aparecen poco antes del 3700 AC y se continuaron construyendo durante al menos 200 años; en unos pocos casos, se continuaron usando hasta 3300 a 3200 AC.

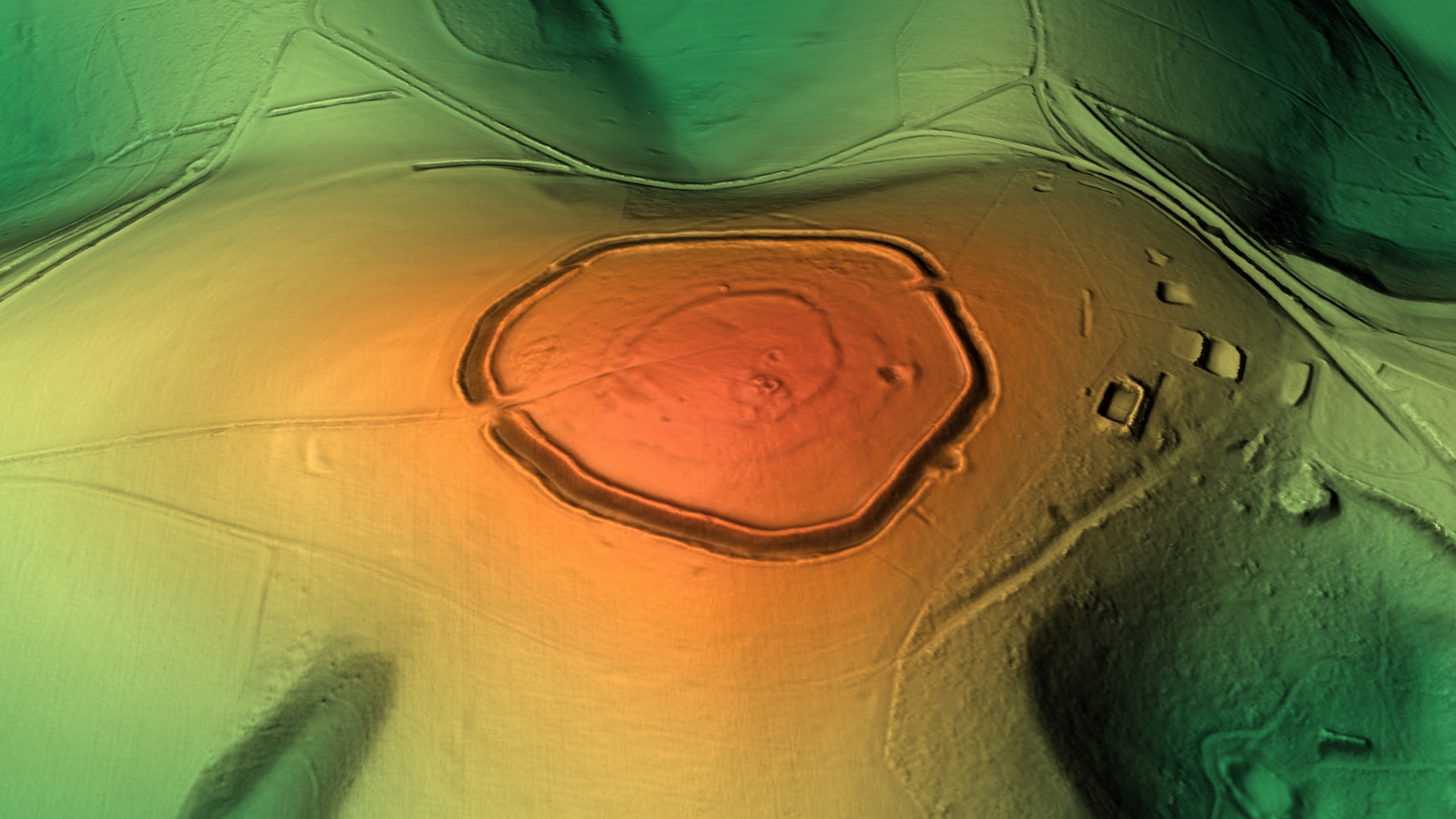
Modelo digital de The Trundle

La Edad del Hierro en Gran Bretaña puede ser dividida extensamente en dos períodos: la Cultura de Hallstatt es la más temprana, durando desde alrededor del 800 AC hasta alrededor del siglo quinto AC; fue seguida por la cultura de La Tène, que duró hasta la ocupación Romana. Los castros empiezan a aparecer en Gran Bretaña en la Edad del Bronce Tardía y se continuaron construyendo durante la mayoría de la Edad del Hierro. Estos sitios en la cima de una colina con murallas, que pueden ser de piedra, madera o tierra. Aunque el nombre implica una fortificación defensiva, las excavaciones han revelado que estos sitios fueron usados para otros propósitos: hay evidencias de asentamientos en algunos sitios que pueden tener un significado religioso. Los animales, como las personas, se mantenían dentro de murallas y hay evidencias de que las entradas a algunos castro fueron diseñadas como embudos para llevar a los animales hacia el interior. Los castros normalmente tienen una o dos entradas a diferencia de los recintos de fosos interrumpidos. Se han identificado miles de castros en las islas británicas. Después del 100 AC los oppidum, otras clase de asentamiento fortificado, fueron más comunes.

## Sitio e interpretación

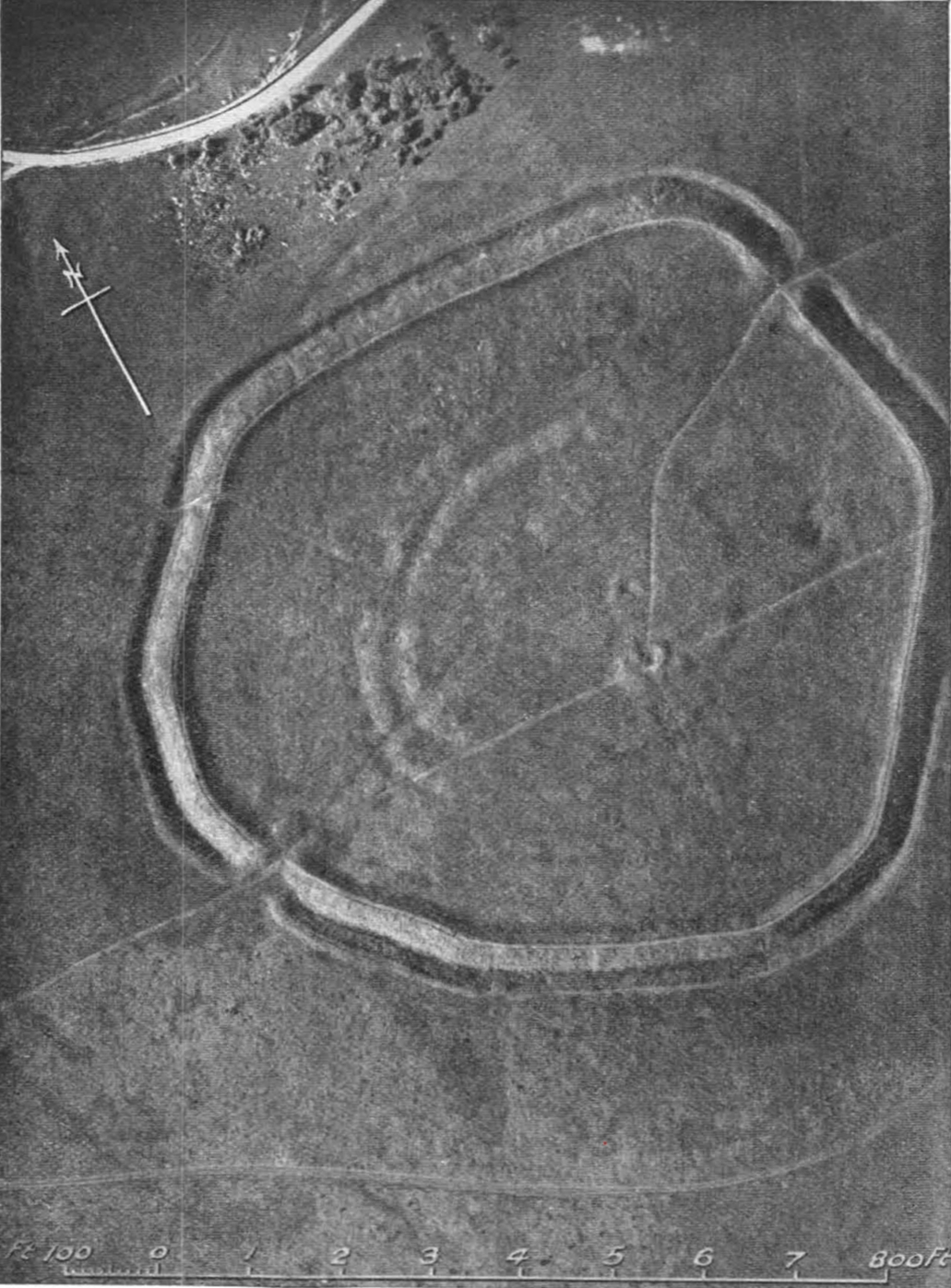
Foto aérea de The Trundle 1925

La cumbre en que se encuentran tanto el recinto de fosos interrumìdos como el castro es la colina de St Roche, un afloramiento de Upper Chalk que se encuentra en el extremo occidental de una cresta. La colina se encuentra a cuatro millas al norte de Chichester, cerca del circuito de Goodwood. Se eleva por encima de las colinas vecinas y por lo tanto es visible desde todos los lados. Hay un vértice geodésico de la Ordnance Survey (OS) en lo alto de la colina, cuya altitud es de 206 m (676 ft); en la misma localización hubo una estación trigonométrica que se puso en la colina en 1791. El recinto consta de al menos cuatro zanjas circulares o parcialmente circulares. La naturaleza exacta de estas obras es difícil de determinar puesto que el castro se superpone parcialmente a las zanjas más tempranas. La zanja más temprana, que encierra un área de 0.95 ha (2.3 acres), tiene un banco interno y puede haber sido la primera de las zanjas Neolíticas en ser excavada. Concéntrica a esta hay una segunda zanja a una corta distancia más afuera de la zanja más temprana; E. Cecil Curwen (quien excavó el sitio en 1928 y 1930) pensó que su segunda zanja salía en espiral de modo que el circuito se extendía más que un círculo completo alrededor del centro del recinto. Curwen denominó a la parte más exterior de este trabajo la "zanja espiral".

## Investigaciones arqueológicas

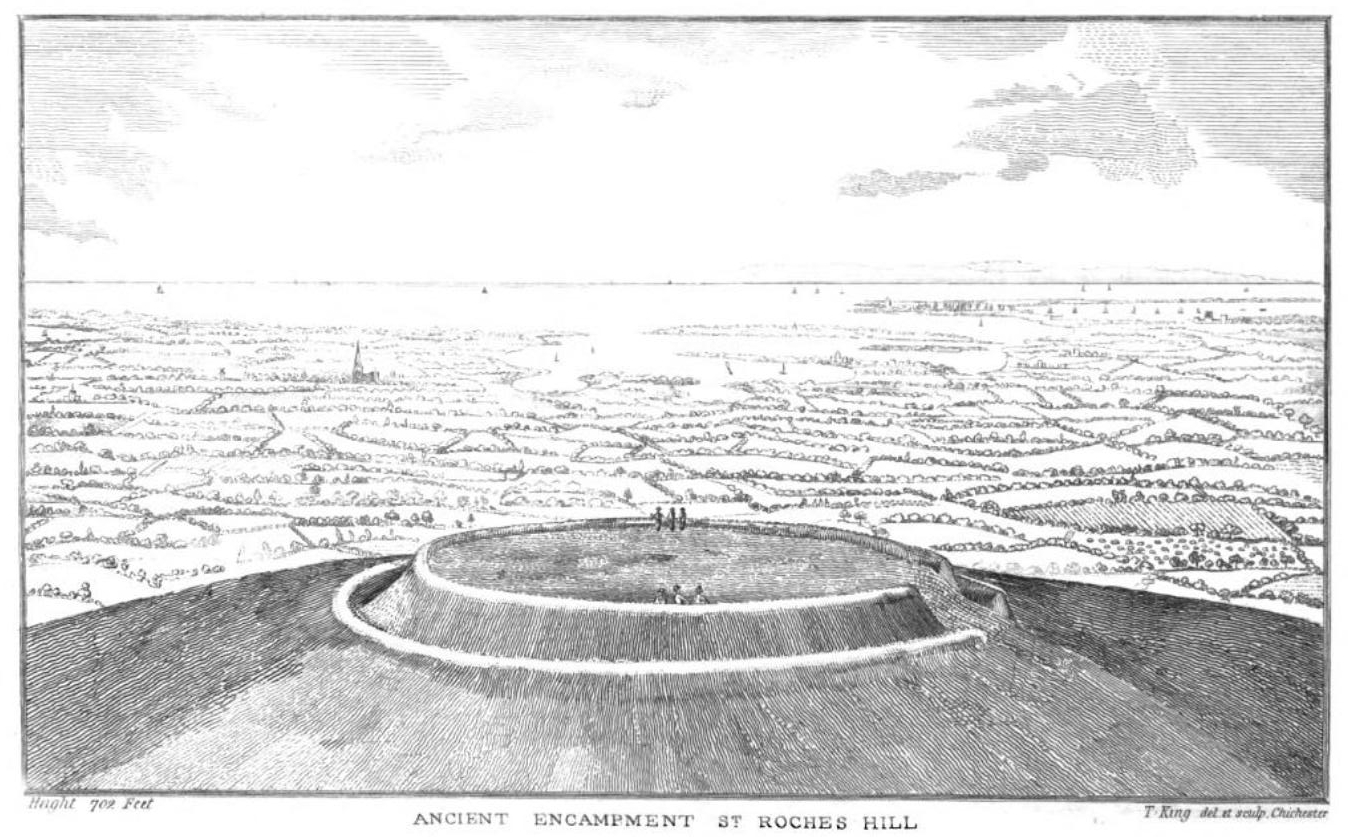
Castro de la Colina de St Roche dibujado por T King

Un grabado del castro en 1723 se incluye en el Itinerarium Curiosum de 1776 de William Stukeley y se menciona en la History of Chichester de Alexander Hay de 1804: "... la colina de saint Roche, llamada comúnmente la colina de Rook, en cuyo alto quedan restos de un pequeño campamento, de forma circular,; on the top of which are the remains of a small camp, in a circular form, levantado supuestamente por los Daneses cuando invadieron y saquearon este país". Una historia de Sussex de 1835 habla sobre el castro, dando razones para hacer dudar de si era Romano o Danés y concluyendo que los constructores no podían ser determinados. Mason incluye un pintura de T. King, un anticuario local, en su investigación de 1839 de Goodwood. Cuando Allcroft consideró el sitio en 1916, el castro se describía como un "campamento británico". (el término vigente en ese momento para los castros de la Edad del Hierro) en los mapas de OS, y Allcroft da varias razones para creer que es prerromano. Allcroft afirma que el nombre "Trundle" deriva de la anglosajona para "aro", pero Oswald comenta que "la obsesión general con las derivaciones lingüísticas en el tiempo llevan a muchas interpretaciones erróneas". En el 725, Nunna, a king of Sussex, otorgó tierras en esta área. El estatuto que registra la donación menciona The charter recording the grant mentions "billingabyrig", un burh (asentamiento fortificado) como punto de referencia; dado que Trundle es el sitio fortificado más cercano a los otros mencionado en el estatuto, Curwen sugirió en 1928 que los dos podrían ser el mismo, aunque lo consideró como no probado.

### Curwen, 1928

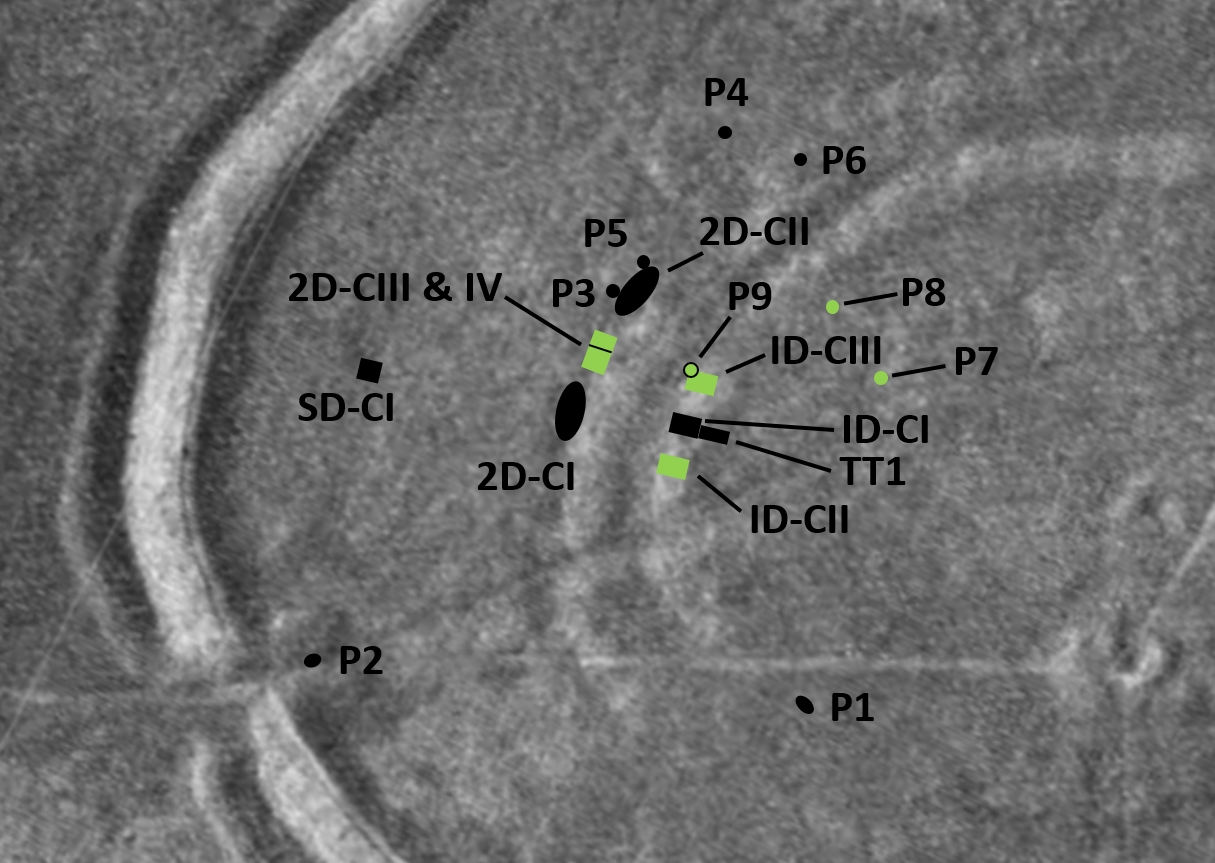
The Trundle anotación de la excavación en 1928 y 1930

A principios del siglo XX O.G.S. Crawford empezó a obtener fotografías aéreas de sitios arqueológicos, después de realizar estas fotografías con frecuencia se revelaban características que eran invisibles desde tierra y en 1925 dispuso que se tomara una fotografía del castro de Trundle. Los movimientos de tierra circulares adicionales revelados dentro de las murallas llevaron a Crawford a creer que el castro había sido construido en el lugar de un campamento Neolítico. Para comprobar esta idea, Curwen obtuvo permiso del Duque de Richmond, propietario de la tierra, y excavó el sitio entre el 7 de agosto y el 1 de septiembre de 1928.
Curwen hizo un plano del sitio mostrando las zanjas y los bancos, identificando las zanjas usando un boser—un pesado pisón usado para detectar lechos rocosos subterráneos, o la falta de ellos, escuchando el sonido que hacia el boser al golpear con la tierra. El plano mostraba un circuito interior con zanjas interrumpidas, con una segunda zanja afuera que se extendía en espiral más de un círculo y una zanja exterior que estaba en gran parte cubierta por un movimiento de tierra posterior a la Edad del Hierro, sólo emergiendo en el exterior de la muralla norte. El boser reveló también múltiples hoyos y Curwen comentó que sin duda había muchos más que no se habían detectado.
Se hizo un corte en cada zanja encontrada por el boser a lo largo de una línea en el lado oeste del sitio; se hizo también un corte adicional un poco más al norte en la segunda zanja. Fueron excavados seis agujeros encontrados por el boser de nuevo en el lado oeste del sitio. Los cortes en las zanjas revelaron escombros de tiza en la capa más baja, que Curwen tomó como relleno de limo natural a partir de la ocupación original del sitio; en la revisión de Oswald en 1995 sugirió que podrían haber sido rellenados deliberadamente. Por encima de esto había una capa con unos fragmentos de cerámica de Hallstatt y La Tène pero poco más y Curwen propuso que fue rellenado deliberadamente por los habitantes de la Edad del Hierro que deseaban nivelar el sitio dentro de las nuevas murallas del castro. Sugirió que el límite entre las dos capas era la línea de césped que habría sido la superficie del sitio desocupado a lo largo de la Edad del Bronce. La siguiente capa, por encima del relleno, estaba llena de fragmentos de cerámica de la Edad del Hierro y concluyó que esta capa estaba relacionada con el periodo de ocupación de la Edad del Hierro. Lascas de pedernal eran frecuentes en los niveles más bajos y más raros en los niveles de la Edad del Hierro, mientras que en los niveles de la Edad del Hierro eran comunes las piedras que se calentaban y se usaban para calentar el agua. Se encontraron fragmentos de molinos de mano (piedra usadas para convertir cereales en harina): fragmentos grandes de la Edad del Hierro y más pequeños de contextos Neolíticos.
Todos los pozos que se encontraron, menos uno, fueron datados en la Edad del Hierro. La excepción fue el pozo 4, que era menos profundo que los demás y no contenía más hallazgos que algunos huesos de buey y oveja; no se pudo fechar, pero más tarde se notó que tenía una forma similar a uno de los pozos neolíticos en Whitehawk Camp y pudo haber sido cavado al mismo tiempo que el recinto cerrado. Curwen fue capaz de determinar el uso de alguno de los pozos: el pozo 1, aparentemente, había estado bajo una vivienda a fines de la Edad del Hierro y contenía basura co o cerámica rota de este período; los pozos 3 y 5 también eran pozos de basura. El pozo 2, en mitad de la entrada oeste del castro, incluía dos grandes agujeros para postes, pero aparentemente había sido rellenado poco después de haber sido cavado. El boser localizó otro pozo en la misma posición en la entrada este y Curwen sólo fue capaz de concluir que "ambos pozos formaban parte integral del esquema de defensa de las dos entradas". Mientras excavaba el pozo 2 Curwen encontró una capa de pavimentación de bloques de pedernal, algunos de los cuales habían sido escuadrados, sobre el pozo. No había evidencia que permitiera la datación directa de esta capa, pero Curwen sugirió que la patina de las superficies donde había sido cortado el pedernal habían sido hechas por los constructores del castro de la Edad del Hierro.
Se excavó el área donde la zanja exterior del Neolítico se encontraba con la muralla norte de la Edad del Hierro y aquí Curwen encontró la tumba de una mujer de 25–30 años y alrededor de 1.5 m (4 ft 11 in) de altura. El esqueleto yacía debajo de un pequeño motón de tiza, con el agujero cavado en la parte superior del nivel Neolítico y la muralla en este punto se había construido después de la tumba.  Curwen sugirió que la tumba data de no más tarde de la Edad del Bronce Temprano.
Los huesos de animales encontrados incluyen, bueyes, ovejas, cerdos y muy pocos corzos; los huesos de oveja eran más comunes en los niveles de la Edad del Hierro que en los Neolíticos. Una pieza de hueso encontrada en las capas de Neolítico había sido moldeada como un falo. Los caracoles encontrados en los niveles Neolíticos indican que las condiciones eran mucho más húmedas en ese momento; se pensaba que los caracoles de los niveles posteriores no eran contemporáneos, pero sugerían que en el momento de la tumba de la Edad del Bronce y en la construcción del castro las condiciones eran más húmedas que en el presente, pero menos que en el Neolítico. Curwen estimó que el recinto Neolítico fue construido hacia el 2000 AC y el castro en algún momento entre el 500 y el 100 AC.

### Curwen, 1930

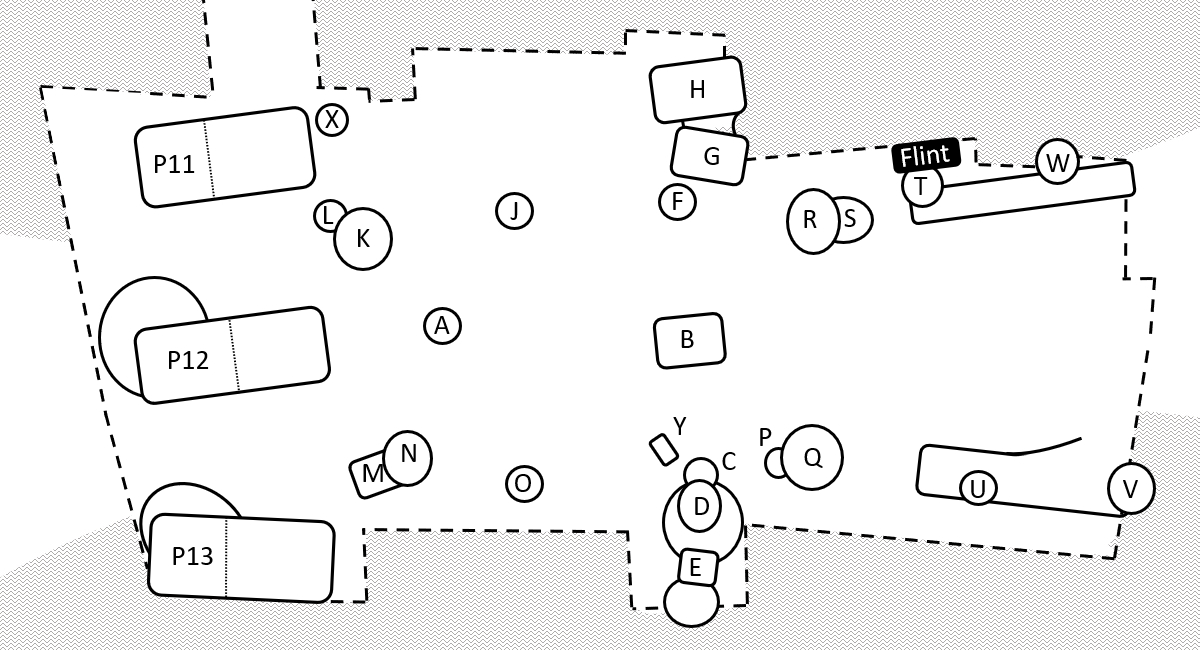
Las excavaciones de 1930 en la puerta este de el Trundle

Curwen volvió al Trundle en 1930, excavando desde el 5 de agosto al 5 de septiembre. La zanja interior se abrió justo al sur del corte de 1928 (ID-CI) y esta vez se eliminó el material en cada capa identificable del suelo se eliminó junto (excavación estratigráfica, que es el método moderno) en lugar de catas horizontales de profundidad fija como había sido el caso en casi todas las excavaciones de 1928. El corte ID-CI había revelado parte de una de las calzadas de la zanja interior y el otro lado de la calzada justo al norte de ID-CI fue excavado en 1930. Fueron abiertas otras dos catas en la segunda zanja, entre las dos áreas cavadas en 1928. Estas catas no tenían capa de ocupación de la Edad del Hierro como se encuentran en las catas de la zanja interna pero revelaron que estas capas habían sido cortadas con un perfil en forma de V. Al limpiar los bordes alrededor de este corte se revelaron orificios para postes y esto llevó a reabrir las áreas adyacentes cavadas en 1928, encontrando orificios para postes en los labios de esas zanjas también. En ese momento Curwen concluyó que la segunda zanja debió haber consistido en "viviendas en pozo", pero en 1954, Stuart Piggott, un arqueólogo cuya primera excavación había sido la excavación de 1928 en Trundle, argumentó que los agujeros para postes datan de la Edad del Hierro y Curwen estuvo de acuerdo.
Se encontraron y excavaron cuatro pozos más; tres en el área de los cortes y otro dentro de la zanja interio; todos contenían fragmentos de cerámica de la Edad del Hierro, incluyendo tipos Hallstatt y La Tène. Curwen también excavó toda el área de la puerta este del castro, revelando numerosos pozos y agujeros de postes. Era evidente que no todos los agujeros para postes podrían haber estado en uso al mismo tiempo, ya que eso habría hecho que la puerta fuera infranqueable y Curwen concluyó que debió haber diferentes esquemas de puerta durante el uso del castro. Sugirió que el conjunto de agujeros A-B-D-E-G-H representaban una doble pasarela, seguida de K-N y Q-R. LOs tres agujeros etiquetados como pozos 11–13 en el diagrama tenían alrededor de 7–8 pies de profundidad y cuatro pies cuadrados, cada uno con una rampa que conduce hacia ellos. Estos nunca habían sido usados; la falta de meteorización indicaba que habían sido rellenados muy poco después de ser excavados. Curwen sospechaba que el ajuste de los tres profundos hoyos en la puerta este fue copiado en el puerta oeste, con el pozo 2, de la excavación de 1928, como uno de los tres. Fue incapaz de encontrar una interpretación convincente para los agujeros, sugiriendo solo que podría "representar un grandioso esquema de fortificación que se empezó poco antes del abandono del castro". Las grandes puertas de madera que puede que dependieran de estos agujeros para postes debieron requerir un mecanismo de pivote de hierro; los pivotes de hierro son conocidos en otros castros. De los tres pozos del 11 al 13, sus notas más cuidadas fueron para el pozo 12 y allí anotó la presencia de muchos sustanciales bloques de pedernal, algunas de las cuales habían sido escuadradas, asemejándose a la capa de pedernal que había encontrado en 1928 en la entrada oeste del castro.

### Bedwin & Aldsworth, 1980
Una solicitud para reemplazar una antena de microondas en una de los dos áreas en el Trundle llevó a una excavación de rescate en enero de 1980. Se excavó una sección del corte SD-CI de Curwen (en la zanja en espiral) parte de una sección entre calzadas y Owen Bedwin y Frederick Aldsworth investigaron el resto de la zanja — una longitud de alrededor de 3 m. Se encontraron dos agujeros de postes, uno aparentemente muy reciente y otro desprovisto de hallazgos. Las capas que se encontraron en la zanja coinciden con las identificadas por Curwen, excepto porque Bedwin y Aldsworth distinguieron una cuarta capa de bultos calcáreos en el fondo de la zanja. Los caracoles encontrados en cada capa sugerían que esta zanja se había excavado originalmente cuando la tierra de alrededor se había despejado a alguna distancia de la zanja; y parecía que se había despejado otra vez en el tiempo de actividad de la Edad del Hierro. Esta conclusión se revisó en 1982, momento en el cual uno de los caracoles, Vallonia costata, fue considerada una especie forestal, lo que significa que el área inicial despejada en el Neolítico no había sido mucho más grande que el propio sitio. Se encontraron algunos fragmentos de cerámica de la Edad del Hierro en las capas superiores y más cerámica del Neolítico en las capas inferiores, con cierta superposición.

### Gathering Time, 2011
El fue uno de los sitios incluidos en Gathering Time, un proyecto fundado por English Heritage y el Arts and Humanities Research Council para volver a analizar la datación por radiocarbono de cerca de 40 recintos con fosos usando inferencia bayesiana. Los autores, Alasdair Whittle, Frances Healy y Alex Bayliss, publicaron los resultados en 2011. Algunas de las dataciones por radiocarbono obtenidas de ejemplos de huesos de animales y publicadas en 1988 se incluyeron. Se tomaron cuatro muestras adicionales de hallazgos de excavaciones anteriores. El número limitado de muestras significó que no fue posible construir una cronología de mucha precisión, pero los resultados sugieren que la zanja más interior data de entre 3900–3370 AC; la segunda zanja de entre 3650–3520 AC y la zanja espiral de entre 3940–3370 AC. En general, estos resultados implican una fecha de construcción de mediados del cuarto milenio antes de Cristo para los movimientos de tierra del Neolítico.

### Otras investigaciones y seguimiento de escritos
In 1975 se encontró un esqueleto en una tumba poco profunda al pie del Trundle cerca del hipodrómo. Faltaba el cráneo y varias vértebras y por la longitud de la tumba parecía que el cuerpo había sido enterrado sin cabeza. Se encontraron fragmentos de una hebilla de hierro de cinturón. Puesto que en algún momento hubo un patíbulo en el Trundle, Aldsworth sugirió que el cuero podría ser de un criminal ejecutado más actualmente, entre 1000 DC y 1825 DC. En 1987 y 1989 se realizaron estudios geofísicos del Trundle, en el área donde British Telecom pretendía construir un equipamiento de radio. Una propuesta de remodelación del estacionamiento condujo a una excavación en 1994 con cuatro trincheras que descubrieron pequeñas cantidades de cerámica y pedernal prehistóricos.
RCHME realizó un estudio detallado del sitio en 1995, cubriendo tanto el castro como el recinto de la calzada, con el informe resultante escrito por Alastair Oswald. Esto fue parte de un proyecto mayor de RCHME titulado "Industry and Enclosure in the Neolithic". Fue esta encuesta la que identificó las quince posibles plataformas de casas de la Edad del Hierro dentro de las murallas, y Oswald también señaló tres posibles plataformas de construcción romanas. Los informes de observación posteriores en 1997, 2000, 2002 y 2013 no produjeron nada de interés arqueológico.

## Conservación y presentación
El Trundle fue catalogado como monumento planificado en 1933. Se sitúa dentro del parque nacional de South Downs y existen tres senderos que dan acceso al sitio. En junio/julio de 2010, The Trundle albergó temporalmente a Artemis, una escultura de bronce de 30 pies de un caballo diseñada por el escultor La Nic Fiddian-Green. La escultura se llevó a Australia en 2011.